# Saiman 200
Saiman 200 — итальянский двухместный биплан времен Второй мировой войны для начального обучения пилотов военной авиации.

## История
Создание нового учебно-тренировочного самолёта началось во второй половине 1930-х годов для замены устаревшей модели Caproni Ca.100. Для этого военным министерством авиации был объявлен конкурс в котором приняли участие авиастроительные фирмы Caproni и SAIMAN. Проект SAIMAN модели 200 был создан авиаконструктором Марио Боттини и представлял собой простой деревянный биплан с неубирающимся шасси и с 6-цилиндровым рядным двигателем Alfa Romeo 115. Экипаж состоял из двух человек: пилота-инструктора и курсанта.
В 1938 году были построены первые три прототипа, которые были испытаны, после чего производство самолёта было развёрнуто на заводе SAIMAN. Так же к исполнению заказа на 75 машин присоединился завод Caproni-Vizzola. Всего же было построено порядка 140 единиц серийных машин. На базе Saiman 200 были построены три опытных самолёта Saiman 205 имевшие менее мощный двигатель Alfa Romeo 110 (120 л. с.).
Все самолёты поступали в военные лётные школы Королевских ВВС Италии уже с августа 1940 года. После капитуляции Италии значительное количество Saiman 200, как и других итальянских самолётов попало в распоряжение немцев оккупировавших север страны. Небольшая часть досталась союзникам. Порядка 25 единиц достались ВВС Независимого государства Хорватия.

## Страны-эксплуатанты
- Италия
- Нацистская Германия
- Независимое государство Хорватия

## Технические характеристики
- Размах крыла, м	  8.78
- Длина, м	  7.47
- Высота, м	  2.50
- Площадь крыла, м2	  22.00
- Масса, кг	 
  - пустого самолета	  761
  - максимальная взлетная	  1056
- Тип двигателя	  1 ПД Alfa-Romeo 115
- Мощность, л.с.	  1 х 185
- Максимальная скорость , км/ч	  220
- Крейсерская скорость , км/ч	  200
- Практическая дальность, км	  475
- Практический потолок, м	  6000
- Экипаж, чел	  2

## Источник
- Уголок неба. Saiman 200